# Engelbert Kolland
Engelbert Kolland (* 21. September 1827 in Ramsau im Zillertal in Tirol; † 10. Juli 1860 in Damaskus) war ein österreichischer Franziskaner, Märtyrer und Heiliger der Römisch-katholischen Kirche. 

## Leben
Engelbert Kolland wurde am 22. September 1827 in der Pfarrkirche von Zell am Ziller auf den Namen Michael getauft. 1847 trat er in das Franziskanerkloster Salzburg ein, wo er den Ordensnamen Engelbert erhielt. Er studierte in Schwaz, Hall, Kaltern und Bozen und legte am 22. November 1850 die feierlichen Ordensgelübde ab. Am 13. Juli 1851 wurde er in Trient von Fürstbischof Johann Nepomuk von Tschiderer zum Priester geweiht.
Vor allem wegen seiner hervorragenden Sprachkenntnisse wurde er 1855 als Missionar in den Orient entsandt. Er reiste über Triest, Alexandria und Jaffa nach Jerusalem, wo er am 17. April ankam. Am 8. September wurde er nach Damaskus ins dortige Kloster versetzt.
1860 kam es zu Massakern an der christlichen Minderheit in Damaskus, in deren Verlauf auch die Missionsstation Kollands von Drusen überfallen wurde. Er wurde in der Nacht vom 9. zum 10. Juli gemeinsam mit sieben Mitbrüdern und drei maronitischen Laien ermordet.
Seine Peiniger hackten ihm einen Arm ab, als er sich weigerte, seinen Glauben zu leugnen. Bei wiederholter Frage und gleicher Antwort verfuhren sie genauso mit dem zweiten Arm. Kolland bekannte sich immer noch zum Christentum, woraufhin sie ihn köpften. Seine Leiche wurde über Tage hinweg liegen gelassen. Eine christliche Bestattung blieb ihm versagt; der Leichnam wurde schlussendlich in eine Zisterne geworfen.
Am 10. Oktober 1926 wurde er gemeinsam mit den anderen zehn Opfern von Papst Pius XI. seliggesprochen. 
Seine Heiligsprechung fand am Sonntag, 20. Oktober 2024 in Rom durch Papst Franziskus statt.

## Fürbitter für
- verschiedene Krankheiten: Nerven-, Hals-, Ohren- und Augenleiden
- Gerichtsangelegenheiten
- Schulprüfungen